# Pelomys campanae
Pelomys campanae és una espècie de mamífer rosegador de la família dels múrids. Viu a l'oest d'Angola i l'oest de la República Democràtica del Congo. El seu hàbitat natural són les sabanes amb herba. Es desconeix si hi ha cap amenaça significativa per a la supervivència d'aquesta espècie. El seu nom específic, campanae, significa ‘de la campana’ en llatí.